# Río Luza
El río Luza (ruso: Луза) es un río del óblast de Vólogda, del óblast de Kirov y de la república Komi. Es el afluente más importante del río Yug, al que alcanza por la orilla derecha. Es pues parte de la cuenca hidrográfica del Dvina Septentrional. 

## Geografía
Tiene una longitud de 574 km, regando una cuenca de 18.300 km². Su caudal medio en la estación de Krasavino, a 99 km de su confluencia con el río Yug, era de 132 m³/s. El hielo cubre el río desde octubre hasta mayo. Es navegable, en el período de crecidas, en su curso inferior.